# Dulipolje
Dulipolje (cyr. Дулипоље) – wieś w Czarnogórze, w gminie Andrijevica. W 2011 roku liczyła 90 mieszkańców.